# أبراهام سولتمان
أبراهام سولتمان (17 نوفمبر 1925 - 7 فبراير 2000) كان أستاذًا للتاريخ في جامعة بار إيلان وحائزًا على جائزة إسرائيل للتاريخ لعام 1983.
درس في جامعة كامبريدج وجامعة لندن. وحصل على درجة الدكتوراه في التاريخ.
وفي عام 1957 هاجر إلى فلسطين والتحق بجامعة بار إيلان حيث أسس قسم التاريخ العام، وعين أستاذاً في عام 1961. وشغل منصب رئيس قسم التاريخ العام، وعميد كلية الدراسات اليهودية ورئيس الجامعة.

كان سولتمان متخصصا في دراسة العصور الوسطى، وخاصة في التفسير المسيحي للكتاب المقدس في العصور الوسطى. وتوفي عام 2000 .